# Liste des albums musicaux numéro un au Billboard 200 en 2008

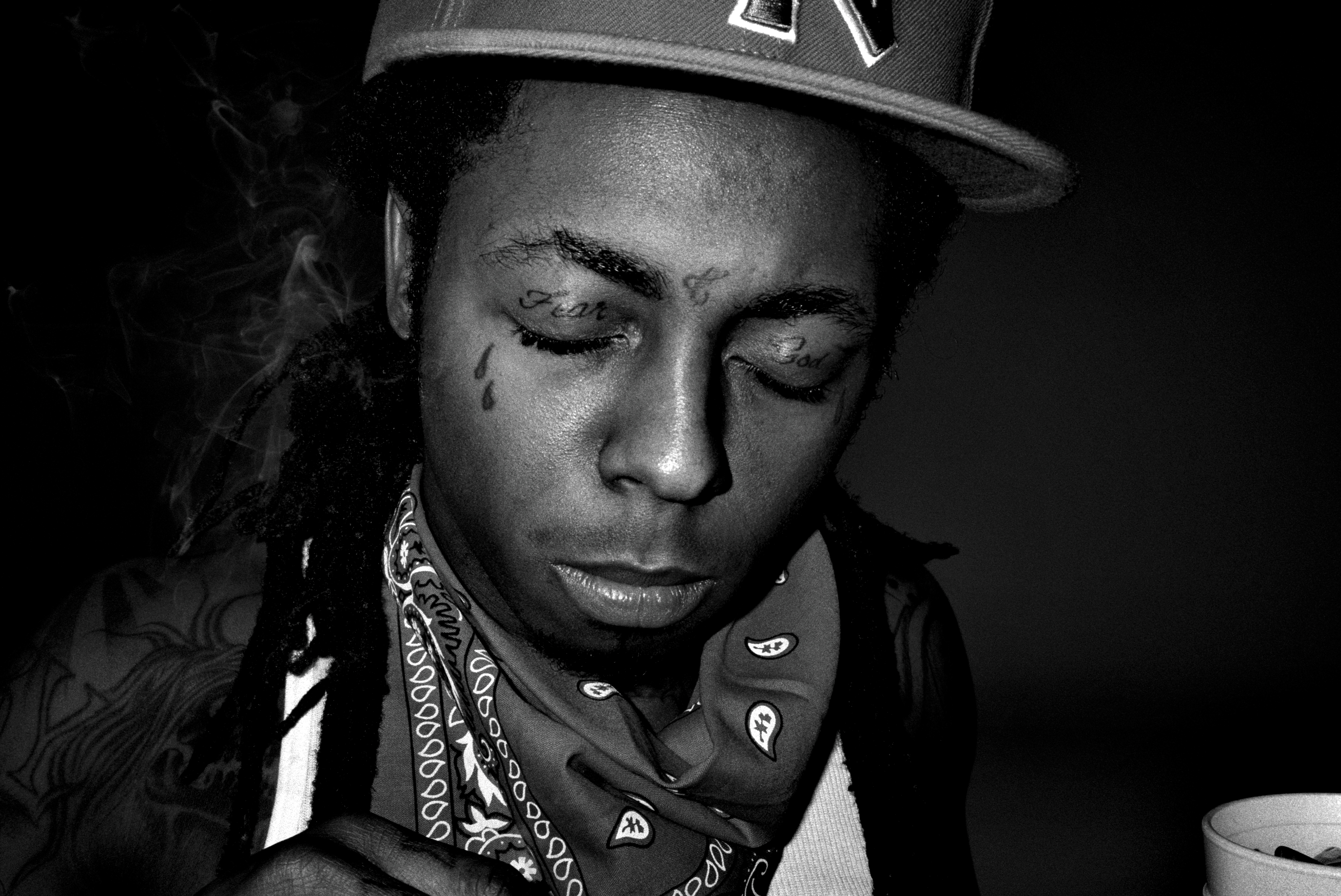
Lil Wayne

Cette page présente les albums musicaux numéro 1 chaque semaine en 2008 au Billboard 200, le classement officiel des ventes d'albums aux États-Unis établi par le magazine Billboard. Les cinq meilleures ventes annuelles sont également listées.

## Classement hebdomadaire
| Date         | Artiste(s)          | Titre | Référence |
| ------------ | ------------------- | --- | --------- |
| 5 janvier    | Josh Groban         | Noël |           |
| 12 janvier   | Mary J. Blige       | Growing Pains                                                                                            |           |
| 19 janvier   | Radiohead           | In Rainbows                                                                                              |           |
| 26 janvier   | Alicia Keys         | As I Am                                                                                                  |           |
| 2 février    | Alicia Keys         | As I Am                                                                                                  |           |
| 9 février    | Divers artistes     | Juno (bande originale du film Juno)                                                                      |           |
| 16 février   | Alicia Keys         | As I Am                                                                                                  |           |
| 23 février   | Jack Johnson        | Sleep Through the Static                                                                                 |           |
| 1er mars     | Jack Johnson        | Sleep Through the Static                                                                                 |           |
| 8 mars       | Jack Johnson        | Sleep Through the Static                                                                                 |           |
| 15 mars      | Janet Jackson       | Discipline                                                                                               |           |
| 22 mars      | Alan Jackson        | Good Time                                                                                                |           |
| 29 mars      | Rick Ross           | Trilla                                                                                                   |           |
| 5 avril      | Danity Kane         | Welcome to the Dollhouse                                                                                 |           |
| 12 avril     | Day26               | Day26 |           |
| 19 avril     | George Strait       | Troubadour                                                                                               |           |
| 26 avril     | Leona Lewis         | Spirit                                                                                                   |           |
| 3 mai        | Mariah Carey        | E=mc2 |           |
| 10 mai       | Mariah Carey        | E=mc2 |           |
| 17 mai       | Madonna             | Hard Candy                                                                                               |           |
| 24 mai       | Neil Diamond        | Home Before Dark                                                                                         |           |
| 31 mai       | Death Cab for Cutie | Narrow Stairs                                                                                            |           |
| 7 juin       | 3 Doors Down        | 3 Doors Down                                                                                             |           |
| 14 juin      | Usher               | Here I Stand                                                                                             |           |
| 21 juin      | Disturbed           | Indestructible                                                                                           |           |
| 28 juin      | Lil Wayne           | Tha Carter III                                                                                           |           |
| 5 juillet    | Coldplay            | Viva la Vida or Death and All His Friends                                                                |           |
| 12 juillet   | Coldplay            | Viva la Vida or Death and All His Friends                                                                |           |
| 19 juillet   | Lil Wayne           | Tha Carter III                                                                                           |           |
| 26 juillet   | Lil Wayne           | Tha Carter III                                                                                           |           |
| 2 août       | Nas                 | Untitled                                                                                                 |           |
| 9 août       | Miley Cyrus         | Breakout                                                                                                 |           |
| 16 août      | Sugarland           | Love on the Inside                                                                                       |           |
| 23 août      | Divers artistes     | Mamma Mia! The Movie Soundtrack (bande originale du film Mamma Mia!)                                     |           |
| 30 août      | Jonas Brothers      | A Little Bit Longer                                                                                      |           |
| 6 septembre  | Jonas Brothers      | A Little Bit Longer                                                                                      |           |
| 13 septembre | Slipknot            | All Hope Is Gone                                                                                         |           |
| 20 septembre | Young Jeezy         | The Recession                                                                                            |           |
| 27 septembre | Metallica           | Death Magnetic                                                                                           |           |
| 4 octobre    | Metallica           | Death Magnetic                                                                                           |           |
| 11 octobre   | Metallica           | Death Magnetic                                                                                           |           |
| 18 octobre   | T.I.                | Paper Trail                                                                                              |           |
| 25 octobre   | T.I.                | Paper Trail                                                                                              |           |
| 1er novembre | Kenny Chesney       | Lucky Old Sun                                                                                            |           |
| 8 novembre   | AC/DC               | Black Ice                                                                                                |           |
| 15 novembre  | AC/DC               | Black Ice                                                                                                |           |
| 22 novembre  | Divers artistes     | Twilight:Original Motion Picture Soundtrack (bande originale du film Twilight, chapitre I : Fascination) |           |
| 29 novembre  | Taylor Swift        | Fearless                                                                                                 |           |
| 6 décembre   | Beyoncé             | I Am... Sasha Fierce                                                                                     |           |
| 13 décembre  | Kanye West          | 808s and Heartbreak                                                                                      |           |
| 20 décembre  | Britney Spears      | Circus                                                                                                   |           |
| 27 décembre  | Taylor Swift        | Fearless                                                                                                 |           |

## Classement annuel
Les 5 meilleures ventes d'albums de l'année aux États-Unis selon Billboard :
1. Alicia Keys - As I Am
2. Josh Groban - Noël
3. Lil Wayne - Tha Carter III
4. Eagles - Long Road Out of Eden
5. Taylor Swift - Taylor Swift